# Rahmat Abdullah
Rahmat Erwin Abdullah (Makassar, 13 ottobre 2000) è un sollevatore indonesiano attivo nella categoria dei pesi leggeri (fino a 73 kg.) e dei pesi medi (fino a 81 kg.).

## Carriera
Abdullah è stato campione asiatico juniores nel 2019 e nel 2020 e medaglia d'oro dei Giochi del Sud-Est Asiatico nel 2019, prima di essere convocato per le Olimpiadi di Tokyo 2020, dove è riuscito ad ottenere la medaglia di bronzo con 342 kg nel totale, dietro al cinese Shi Zhiyong (record mondiale con 364 kg) ed al venezuelano Julio Mayora (346 kg).
Ha vinto la medaglia d'oro ai Campionati mondiali di Tashkent 2021 con 343 kg nel totale, precedendo di 1 kg l'albanese Briken Calja, e ai Campionati mondiali di Bogotà 2022 con 352 kg nel totale, stabilendo anche il record mondiale della prova di slancio con 200 kg.
Ai Campionati mondiali di Riad 2023 ha vinto la medaglia d'argento nella categoria dei pesi medi (fino a 81 kg.) con 354 kg. nel totale, stabilendo anche qui il record mondiale nella prova di slancio con 209 kg.
Poche settimane dopo Abdullah ha vinto la medaglia d'oro ai Giochi asiatici di Hangzhou 2022 nella categoria dei pesi leggeri con 359 kg. nel totale.
Nel 2024 ha vinto la medaglia d'oro ai Campionati asiatici di Tashkent con 363 kg. nel totale, dopo aver realizzato il record mondiale nella prova di slancio.